# Aeroportul Internațional Kansai
Aeroportul Internațional Kansai (関西国際空港 Kansai Kokusai Kūkō?) (IATA: KIX, ICAO: RJBB) este un aeroport internațional construit pe o insulă artificială în mijlocul Golfului Osaka, servind orașul Osaka.

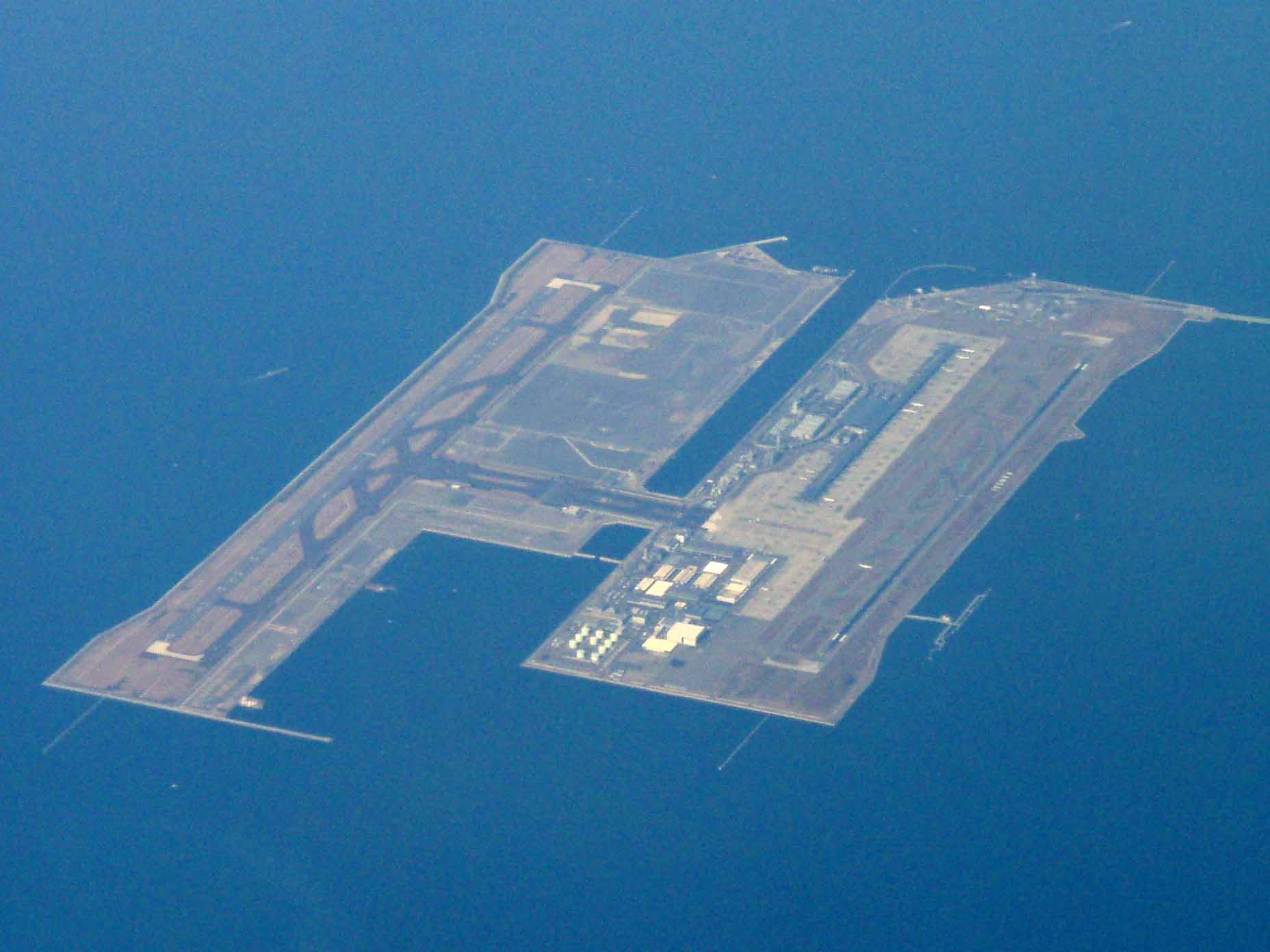
Aeroportul Internațional Kansai

Administrativ, aeroportul este aplasat în prefectura Osaka, pe teritoriul a trei localități: municipiul Izumisano, municipiul Sennan și orașul Tajiri.

## Curiozități
- Până la construirea aeroportului, Osaka fusese cea mai mică prefectură. Suprafața insulei artificiale, pe care este amplasat aeroportul, s-a dovedit suficientă ca prefectura Osaka să depășească după mărime o altă prefectură, Kagawa.
- Îa 17 ianuarie 1995 în apropierea aeroportului (cu epicentrul la 20 km de la insulă) s-a produs Cutremurul din Hanshin (en). Cu toate că cutremurul a provocat mii de victime și daune semnificative în prefecturile Hyogo și Osaka, aeroportul a rămas intact.